# Худжандський тролейбус
Худжандський тролейбус — тролейбусна мережа в Таджикистані, що діяла на території міст Худжанд, Гафуров та Чкаловськ. Відкрита у 1970 році, рух остаточно припинено у 2010 році.

## Історія
Тролейбусний рух відкрито 3 листопада 1970 року. Спочатку тролейбусна система обслуговувала виключно Худжанд, але у 1999 році була відкрита міжміська лінія, що з'єднала станцію Гафуров з Худжандом.
У пострадянський час тролейбусний рух різко скоротився, з 79 тролейбусів до 28 у 2009 році, з них — 15 в справному стані. Найчастішим явищем стали відключення електроенергії через несплату електропостачання системи. Остання велика зупинка тролейбусного руху була з 15 травня 2008 року по 17 серпня 2009 року через припинення електропостачання і будівництво двох підземних переходів на головних вулицях Худжанда.
У вересні 2010 року в черговий раз вийшла з ладу тягова підстанція, і рух тролейбусів припинився. Однак офіційно про закриття тролейбусної системи мерія оголосила лише у квітні 2013 року.
19 червня 2017 року Росія і Таджикистан підписали меморандум про співпрацю щодо відновлення в Худжанді тролейбусного руху.

## Маршрути
В останній період роботи Худжандського тролейбуса з 17 серпня 2009  по вересень 2010 року перевезення здійснювалися за 2 маршрутами (№ 1 і 10), на більшій частині траси вони дублювали один одного (тільки в мікрорайонах тролейбуси розходилися і йшли кільцевим рухом по взаємооборотним трасах). Щоденний випуск становив 1-2 машини, тролейбуси могли переміщатися з маршруту на маршрут.
| Перелік тролейбусних маршрутів | Перелік тролейбусних маршрутів | Перелік тролейбусних маршрутів | Перелік тролейбусних маршрутів |
| №                              | Пункт відправлення             | Пункт прибуття                 |                                |
| Колишні маршрути               | Колишні маршрути               | Колишні маршрути               |                                |
| ------------------------------ | ------------------------------ | ------------------------------ | ------------------------------ |
| 1                              | 34-й мікрорайон                | Вокзал Гафуров                 |                                |
| 2                              | 34-й мікрорайон                | Пахтакор                       |                                |
| 3                              | Пахтакор                       | Вулиця Гагаріна (ФНТ)          |                                |
| 4                              | 34-й мікрорайон                | Вулиця Гагаріна (ФНТ)          |                                |
| 5                              | 34-й мікрорайон                | Пахтакор                       |                                |
| 6                              | 8-й, 12-й мікрорайони          | Вулиця Гагаріна (ФНТ)          |                                |
| 7                              | Пахтакор                       | Вокзал Гафуров                 |                                |
| 8                              | Пахтакор                       | Вулиця Гагаріна (ФНТ)          |                                |
| 9                              | 8-й, 12-й мікрорайони          | 34-й мікрорайон                |                                |
| 10                             | 34-й мікрорайон                | Вокзал Гафуров                 |                                |
| 11                             | 8-й, 12-й мікрорайони          | Вокзал Гафуров                 |                                |
| б/н                            | Панчшабе                       | Вокзал Гафуров                 |                                |
| б/н                            | Універмаг                      | Автовокзал                     |                                |
| б/н                            | 8-й, 12-й мікрорайони          | Базар                          |                                |

## Рухомий склад
Тролейбус переживав кризу, система сильно скоротилася, з приблизно 11 маршрутів залишалося 4-5, випуск за відомостями останніх років в середньому становив 6-9 машин ЗіУ-682. Загальна кількість машин у 2006 році була — 31. Максимальний вихід становив — 21 машину. На початку 2007 року на балансі тролейбусного парку перебувало 28 тролейбусів, з них тільки 17 в робочому стані, вони в експлуатації переважно 15-20 років. У 2008 році їх залишалося лише 15. Ремонтували їх на ремонтному заводі в Чкаловську Согдійської області.
| Статистика рухомого складу | Статистика рухомого складу |
| Тип моделі                 | Кількість                  |
| -------------------------- | -------------------------- |
| ЗіУ-682В                   | 25                         |
| ЗіУ-682В [В00]             | 44                         |
| ЗіУ-682В-012 [В0А]         | 10                         |
| Всього:                    | 79                         |